# Wold Cottage (Meteorit)
Koordinaten: 54° 8′ 12″ N, 0° 24′ 48″ W
Der Wold Cottage Meteorit (auch bekannt als Wold Newton Meteorit) ist ein als L6-Chondrit klassifizierter Meteorit, der im Dezember 1795 nahe der Gemeinde Wold Newton, in der englischen Grafschaft Yorkshire, niederging.

## Impakt
Am 13. Dezember 1795 um 3 Uhr nachmittags (Ortszeit) schlug der Meteorit in die Nähe der Wold-Cottage-Farm ein. Das Ereignis wurde von mehreren Augenzeugen beobachtet, welche auch von mindestens einer Explosion berichteten. Der Chondrit hinterließ einen Krater von etwa 90 cm Durchmesser und erreichte eine Tiefe von knapp 50 cm. Unmittelbar nach seinem Fund wurde das Gewicht von Wold Cottage auf rund 25 kg bestimmt.

## Nachwirkung

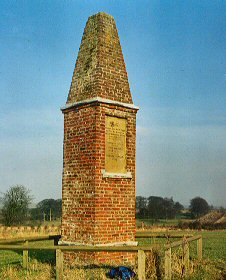
Das Denkmal für den Wold Newton Meteorit (2003)

Zusammen mit anderen Meteoriten, wie etwa L’Aigle, leistete Wold Cottage einen wichtigen Beitrag zur Anerkennung des kosmischen Ursprungs dieser Gesteine. Dieser war zur damaligen Zeit unter Wissenschaftlern noch sehr umstritten (siehe Geschichte der Meteoritenforschung). Der Besitzer des Landes auf dem der Meteorit einschlug, Edward Topham, errichtete 1799 an der Stelle des Einschlages ein Denkmal. Es trägt die Inschrift 

„Here on this spot, December 13, 1795 fell from the atmosphere an extraordinary stone. In breadth twenty-eight inches, in length thirty-six inches and whose weight was fifty-six pounds. This column in memory of it was erected by Edward Topham, 1799.“

„Hier an dieser Stelle fiel am 13. Dezember 1795 ein außergewöhnlicher Stein aus der Atmosphäre. 28 Zoll breit, 36 Zoll lang und sein Gewicht betrug 56 Pfund. Diese Säule wurde zur Erinnerung an ihn 1799 von Edward Topham errichtet.“
Seit 1835 befindet sich der Meteorit im Natural History Museum (NHM) in London.